# Li Gyong-chol
Li Gyong-chol (* 8. März 1979) ist ein nordkoreanischer Marathonläufer.
2004 wurde er Dritter beim Peking-Marathon, und 2004 und 2005 siegte er beim Pjöngjang-Marathon mit seinem persönlichen Rekord von 2:11:36 h. Im selben Jahr kam er beim Marathon der Leichtathletik-Weltmeisterschaften in Helsinki auf den 32. Platz. 2005 wiederholte er seinen Sieg in Pjöngjang.